# Stylops oklahomae
Stylops oklahomae  (лат.) — вид веерокрылых насекомых рода Stylops из семейства Stylopidae. Северная Америка: США (штат Оклахома).
Паразиты пчёл вида Andrena flavoclypeata miserabilis Cresson (Andrena, Andrenidae).
Вид был впервые описан в 1909 году американским энтомологом Уильямом Дуайтом Пирсом (William Dwight Pierce) и именован по месту обнаружения типовой серии.